# Mistrzostwa Europy w Lekkoatletyce 1938 – rzut oszczepem mężczyzn

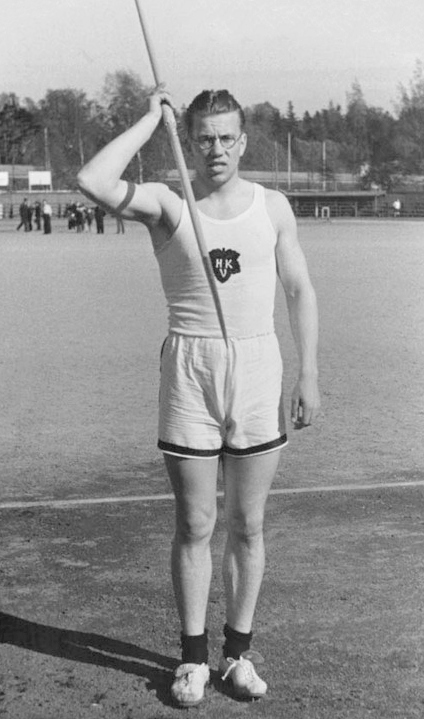
Matti Järvinen

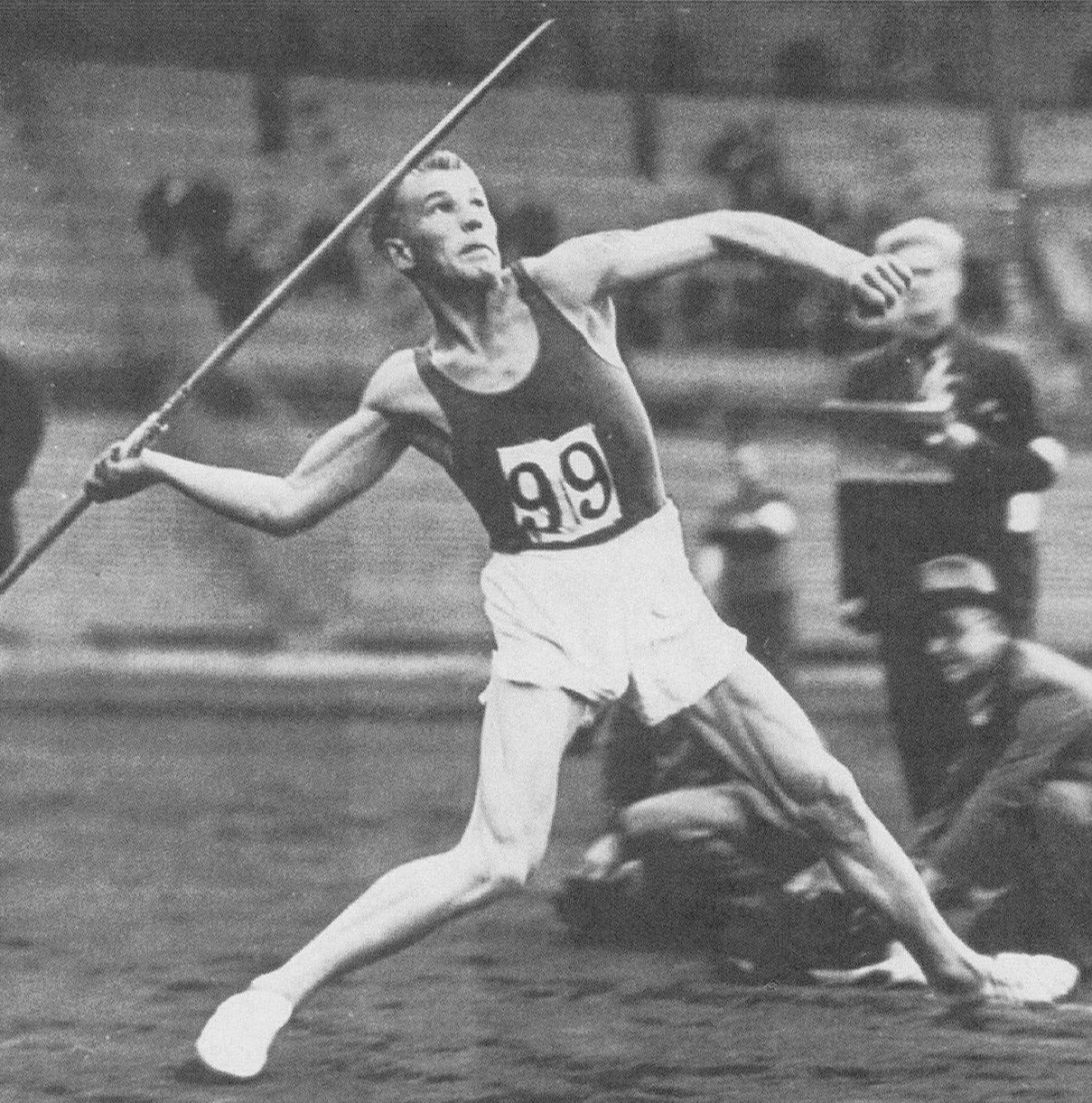
Yrjö Nikkanen

Rzut oszczepem mężczyzn był jedną z konkurencji rozgrywanych podczas II Mistrzostw Europy w Paryżu. Został rozegrany w poniedziałek, 5 września 1938 roku. Zwycięzcą tej konkurencji został obrońca tytułu Fin Matti Järvinen. W rywalizacji wzięło udział jedenastu zawodników z ośmiu reprezentacji.

## Rekordy
| Rekord świata     | Yrjö Nikkanen (FIN)  | 77,87 | Karhula, Finlandia | 25.08.1938 |
| Rekord Europy     | Yrjö Nikkanen (FIN)  | 77,87 | Karhula, Finlandia | 25.08.1938 |
| Rekord mistrzostw | Matti Järvinen (FIN) | 76,66 | Turyn, Włochy      | 07.09.1934 |

## Wyniki
| Miejsce | Zawodnik          | Wynik | Uwagi |
| ------- | ----------------- | ----- | ----- |
| 1       | Matti Järvinen    | 76,87 | CR    |
| 2       | Yrjö Nikkanen     | 75,00 |       |
| 3       | József Várszegi   | 72,78 | NR    |
| 4       | Gustav Sule       | 70,50 |       |
| 5       | Friedrich Issak   | 70,23 |       |
| 6       | Lennart Atterwall | 68,58 |       |
| 7       | Gerhard Stöck     | 65,34 |       |
| 8       | Oskar Ospelt      | 58,83 |       |
| 9       | Roger Frinot      | 58,40 |       |
| 10      | Raffaele Drei     | 55,98 |       |
| 11      | Marc Dore         | 52,18 |       |